# Mediolan-Turyn
Mediolan-Turyn wł. Milano-Torino – najstarszy, do dziś istniejący klasyk w historii kolarstwa. Pierwszy wyścig z Mediolanu do Turynu zorganizowano w roku 1876, co czyni go dużo starszym, niż francuskie imprezy Paryż-Brest-Paryż oraz Bordeaux-Paryż (po raz pierwszy zorganizowane w 1891). Jednak po raz drugi wyścig rozegrano dopiero w roku 1894, a regularnie odbywał się on od roku 1911.
Mediolan-Turyn jest organizowany przez koncern mediowy RCS, który stoi również za organizacją Giro d’Italia oraz jest wydawcą La Gazzetta dello Sport.
Do dziś wyścig ten zalicza się do najważniejszych włoskich klasyków, a przez UCI została mu nadana ranga „1.HC”, najwyższa dla wyścigów nie należących do cyklu ProTour. Obecnie organizowany jest na przełomie września i października.
Rozstrzygającym podjazdem dla liczącego ok. 200 km wyścigu jest liczące 600 m wzniesienie Superga u bram Turynu. Względnie płaski profil całej trasy czyni wyścig jednym z najszybszych w całym kolarstwie – w 1999 Markus Zberg uzyskał przeciętną prędkość 45,75 km/h.
Lista zwycięzców jest silnie naznaczona przez kolarzy włoskich. Dotychczas było jedynie 18 triumfatorów spoza Włoch i to przeważnie w ostatnich latach. Rekordzistą jest Costante Girardengo z pięcioma zwycięstwami na koncie. 
W 2013 i 2015 drugie miejsce w tym wyścigu zajął polski kolarz Rafał Majka reprezentujący Team Saxo-Tinkoff, a w 1994 trzeci był Zenon Jaskuła.

## Zwycięzcy
Opracowano na podstawie:
| Rok  | Pierwsze             | Drugie                 | Trzecie                        |
| ---- | -------------------- | ---------------------- | ------------------------------ |
| 1876 | Paolo Magretti       | Carlo Ricci Gariboldi  | Bartolomeo Balbiani            |
| 1893 | Luigi Airaldi        | Giacomo Capella        | Luigi Masetti                  |
| 1896 | Giovanni Moro        | Federico Goll          | Francesco Gilardini            |
| 1903 | Giovanni Gerbi       | Giovanni Rossignoli    | Ferdinando Coppa               |
| 1905 | Giovanni Rossignoli  | Giovanni Cuniolo       | Giulio Tagliavini              |
| 1911 | Henri Pélissier      | Carlo Durando          | Domenico Allasia               |
| 1913 | Giuseppe Azzini      | Carlo Durando          | Ezio Corlaita                  |
| 1914 | Costante Girardengo  | Giuseppe Azzini        | Carlo Durando                  |
| 1915 | Costante Girardengo  | Giovanni Roncon        | Lauro Bordin                   |
| 1917 | Oscar Egg            | Leopoldo Torricelli    | Luigi Lucotti                  |
| 1918 | Gaetano Belloni      | Alfredo Sivocci        | Angelo Vay                     |
| 1919 | Costante Girardengo  | Giuseppe Olivieri      | Giuseppe Azzini                |
| 1920 | Costante Girardengo  | Gaetano Belloni        | Leopoldo Torricelli            |
| 1921 | Federico Gay         | Giovanni Brunero       | Bartolomeo Aimo                |
| 1922 | Adriano Zanaga       | Emilio Petiva          | Federico Gay                   |
| 1923 | Costante Girardengo  | Gaetano Belloni        | Giovanni Brunero               |
| 1924 | Federico Gay         | Michele Gordini        | Angelo Gremo                   |
| 1925 | Adriano Zanaga       | Domenico Piemontesi    | Giuseppe Pancera               |
| 1931 | Giuseppe Graglia     | Piero Polano           | Giuseppe Olmo                  |
| 1932 | Giuseppe Olmo        | Giuseppe Graglia       | Giuseppe Martano               |
| 1933 | Giuseppe Graglia     | Attilio Masarati       | Antonio Folco                  |
| 1934 | Mario Cipriani       | Orlando Teani          | Giuseppe Graglia               |
| 1935 | Giovanni Gotti       | Adalino Mealli         | Aldo Bini                      |
| 1936 | Cesare Del Cancia    | Olimpio Bizzi          | Mario Cipriani                 |
| 1937 | Giuseppe Martano     | Cesare Del Cancia      | Augusto Introzzi               |
| 1938 | Pierino Favalli      | Giuseppe Olmo          | Fausto Montesi                 |
| 1939 | Pierino Favalli      | Michele Benente        | Giovanni Gotti                 |
| 1940 | Pierino Favalli      | Pietro Chiappini       | Francesco Albani               |
| 1941 | Pietro Chiappini     | Ruggero Moro           | Pietro Rimoldi                 |
| 1942 | Pietro Chiappini     | Osvaldo Bailo          | Salvatore Crippa               |
| 1945 | Vito Ortelli         | Enzo Coppini           | Guerrino Tomasoni              |
| 1946 | Vito Ortelli         | Oreste Conte           | Guido Lelli                    |
| 1947 | Italo De Zan         | Giovanni Pinarello     | Egidio Feruglio                |
| 1948 | Sergio Maggini       | Italo De Zan           | Luciano Pezzi                  |
| 1949 | Luigi Casola         | Aldo Bini              | Italo De Zan                   |
| 1950 | Adolfo Grosso        | Fausto Marini          | Livio Isotti                   |
| 1951 | Fiorenzo Magni       | Giorgio Albani         | Alfredo Martini                |
| 1952 | Aldo Bini            | Oreste Conte           | Adolfo Ferrari                 |
| 1953 | Luciano Maggini      | Loretto Petrucci       | Donato Zampini                 |
| 1954 | Agostino Coletto     | Fiorenzo Magni         | Luciano Maggini                |
| 1955 | Cleto Maule          | Aldo Moser             | Giorgio Albani                 |
| 1956 | Ferdi Kübler         | Germain Derycke        | Roberto Falaschi               |
| 1957 | Miguel Poblet        | Fred De Bruyne         | Guido Messina                  |
| 1958 | Agostino Coletto     | Miguel Poblet          | Armando Pellegrini             |
| 1959 | Nello Fabbri         | Guido Carlesi          | Agostino Coletto               |
| 1960 | Arnaldo Pambianco    | Guido Carlesi          | Gastone Nencini                |
| 1961 | Walter Martin        | Angelo Conterno        | Alessandro Fantini             |
| 1962 | Franco Balmamion     | Vittorio Adorni        | Dino Bruni                     |
| 1963 | Franco Cribiori      | Carlo Chiappano        | Giovanni Bettinelli            |
| 1964 | Valentín Uriona      | Italo Zilioli          | Franco Cribiori                |
| 1965 | Vito Taccone         | Marino Vigna           | Romeo Venturelli               |
| 1966 | Marino Vigna         | Michele Dancelli       | Dino Zandegù                   |
| 1967 | Gianni Motta         | Franco Bitossi         | Vittorio Adorni                |
| 1968 | Franco Bitossi       | Italo Zilioli          | Michele Dancelli               |
| 1969 | Claudio Michelotto   | Martin Van Den Bossche | Franco Bitossi                 |
| 1970 | Luciano Armani       | Guido Reybrouck        | Davide Boifava                 |
| 1971 | Georges Pintens      | Enrico Paolini         | Marinus Wagtmans               |
| 1972 | Roger De Vlaeminck   | Franco Bitossi         | Gianni Motta                   |
| 1973 | Marcello Bergamo     | Franco Bitossi         | Roger De Vlaeminck             |
| 1974 | Roger De Vlaeminck   | Marcello Bergamo       | Italo Zilioli                  |
| 1975 | Wladimiro Panizza    | Enrico Paolini         | Roger De Vlaeminck             |
| 1976 | Enrico Paolini       | Franco Bitossi         | Eddy Verstraeten               |
| 1977 | Rik Van Linden       | Walter Godefroot       | Alfons De Bal                  |
| 1978 | Pierino Gavazzi      | Vittorio Algeri        | Franco Bitossi                 |
| 1979 | Alfio Vandi          | Claude Criquielion     | Wladimiro Panizza              |
| 1980 | Giovanni Battaglin   | Francesco Moser        | Roberto Ceruti                 |
| 1981 | Giuseppe Martinelli  | Giovanni Renosto       | Nazzareno Berto                |
| 1982 | Giuseppe Saronni     | Noël Dejonckheere      | Rik Van Linden                 |
| 1983 | Francesco Moser      | Silvestro Milani       | Peter Kehl                     |
| 1984 | Paolo Rosola         | Guido Bontempi         | Roger De Vlaeminck             |
| 1985 | Daniele Caroli       | Stefan Mutter          | Dante Morandi                  |
| 1987 | Phil Anderson        | Flavio Giupponi        | Tony Rominger                  |
| 1988 | Rolf Gölz            | Phil Anderson          | Luc Roosen                     |
| 1989 | Rolf Gölz            | Dag Erik Pedersen      | Tony Rominger                  |
| 1990 | Mauro Gianetti       | Jean-Claude Leclercq   | Gilles Delion                  |
| 1991 | Davide Cassani       | Tony Rominger          | Sammie Moreels                 |
| 1992 | Gianni Bugno         | Rolf Aldag             | Tony Rominger                  |
| 1993 | Rolf Sørensen        | Paolo Fornaciari       | Francesco Frattini             |
| 1994 | Francesco Casagrande | Mauro Gianetti         | Zenon Jaskuła                  |
| 1995 | Stefano Zanini       | Rolf Sørensen          | Francesco Casagrande           |
| 1996 | Daniele Nardello     | Stefano Zanini         | Laurent Jalabert               |
| 1997 | Laurent Jalabert     | Alex Zülle             | Paolo Lanfranchi               |
| 1998 | Niki Aebersold       | Oscar Camenzind        | Marco Serpellini               |
| 1999 | Markus Zberg         | Paolo Bettini          | Jan Ullrich                    |
| 2001 | Mirko Celestino      | Niki Aebersold         | Eddy Mazzoleni                 |
| 2002 | Michele Bartoli      | Oscar Camenzind        | Gabriele Missaglia             |
| 2003 | Mirko Celestino      | Davide Rebellin        | Miguel Ángel Martín Perdiguero |
| 2004 | Marcos Serrano       | Eddy Mazzoleni         | Francesco Casagrande           |
| 2005 | Fabio Sacchi         | Mirko Celestino        | Paolo Tiralongo                |
| 2006 | Igor Astarloa        | Mirko Celestino        | Paolo Tiralongo                |
| 2007 | Danilo Di Luca       | Mauricio Soler         | Kim Kirchen                    |
| 2012 | Alberto Contador     | Diego Ulissi           | Fredrik Kessiakoff             |
| 2013 | Diego Ulissi         | Rafał Majka            | Daniel Moreno                  |
| 2014 | Giampaolo Caruso     | Rinaldo Nocentini      | Daniel Moreno                  |
| 2015 | Diego Rosa           | Rafał Majka            | Fabio Aru                      |
| 2016 | Miguel Ángel López   | Michael Woods          | Rigoberto Urán                 |
| 2017 | Rigoberto Urán       | Adam Yates             | Fabio Aru                      |
| 2018 | Thibaut Pinot        | Miguel Ángel López     | Alejandro Valverde             |
| 2019 | Michael Woods        | Alejandro Valverde     | Adam Yates                     |
| 2020 | Arnaud Démare        | Caleb Ewan             | Wout van Aert                  |
| 2021 | Primož Roglič        | Adam Yates             | João Almeida                   |
| 2022 | Mark Cavendish       | Nacer Bouhanni         | Alexander Kristoff             |
| 2023 | Arvid de Kleijn      | Fernando Gaviria       | Casper van Uden                |
| 2024 | Alberto Bettiol      | Jan Christen           | Marc Hirschi                   |
| 2025 | Isaac Del Toro       | Ben Tulett             | Tobias Halland Johannessen     |